# Karneval in Köln (Fernsehsendung)
Karneval in Köln ist eine Fernsehaufzeichnung einer Karnevalssitzung aus Köln, die traditionell einige Tage vor den tollen Tagen vom WDR aufgezeichnet und an Rosenmontag im Ersten Programm der ARD ausgestrahlt wird.

## Konzept
Büttenreden, Karnevalslieder sowie Auftritte von Tanzensembles, Traditionskorps,  und dem Kölner Dreigestirn sind die zentralen Elemente von Karneval in Köln. Die Sitzung wird vom Festkomitee Kölner Karneval organisiert und vom Vizepräsidenten des Kölner Karnevals präsentiert. Die Eröffnung erfolgt stets von einem Traditionskorps, meist der Blauen Funken und der Begrüßung des Präsidenten des Elferrats. Von 2005 bis 2017 war Harald Linnartz aktiv und löste damit Hans-Horst Engels als Vorsitzenden ab.  Danach wurde bis 2023 der Elferrat von Joachim Wüst präsidiert. Seine Nachfolge tritt Lutz Schade an.
Vortragskünstler und Musikgruppen wechseln sich stets ab. Historische Persönlichkeiten wie Willi Ostermann, Marie-Luise Nikuta oder Et Rumpelstilzje, dessen Sohn Martin ebenfalls im Kölner Karneval aktiv ist, bleiben bis heute in Erinnerung. Ebenso sind Die Eilemänner, Gerd Rück als „Weltenbummler“ oder Peter Raddatz als „Dä Mann met däm Hötche“ bis heute bekannt.

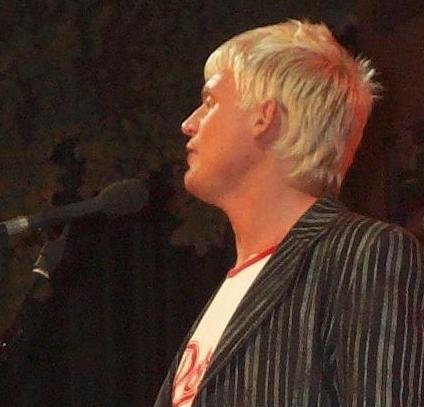
Guido Cantz 2007

Die musikalische Umrahmung erfolgt stets live von einem Saalorchester. Im Laufe der Jahre waren hier z.Bsp. das Orchester Matthes Dick, das schon Willy Schneider begleiten durfte, das „Orchester Ted Borgh“, oder auch seit vielen Jahren das „Orchester Markus Quodt“.

## Besonderheiten
2021 fand die Festsitzung aufgrund der COVID-19-Pandemie ohne Publikum und ohne großen Elferrat statt, ihn vertrat einzig der Sitzungspräsident Joachim Wüst. Guido Cantz fungierte als Moderator auf der Bühne. Für Stimmungsmusik sorgte wie gewohnt das Orchester Markus Quodt, das respektvoll mit Klarsichtscheiben voneinander getrennt war. Für akustische „Stimmungsmacher“ (Lacher, Klatschen) sorgte Christian Oberfuchshuber. 2022 wurde die Fernsehübertragung aufgrund des Ukrainekrieges abgesagt. Über die ARD-Mediathek konnte bis Februar 2023 die bereits fertig gestellte Produktion aber abgerufen werden, dabei eröffnete nicht wie sonst (seit über 10 Jahren) üblich Guido Cantz, sondern Bernd Stelter den Reigen der Vortragskünstler.

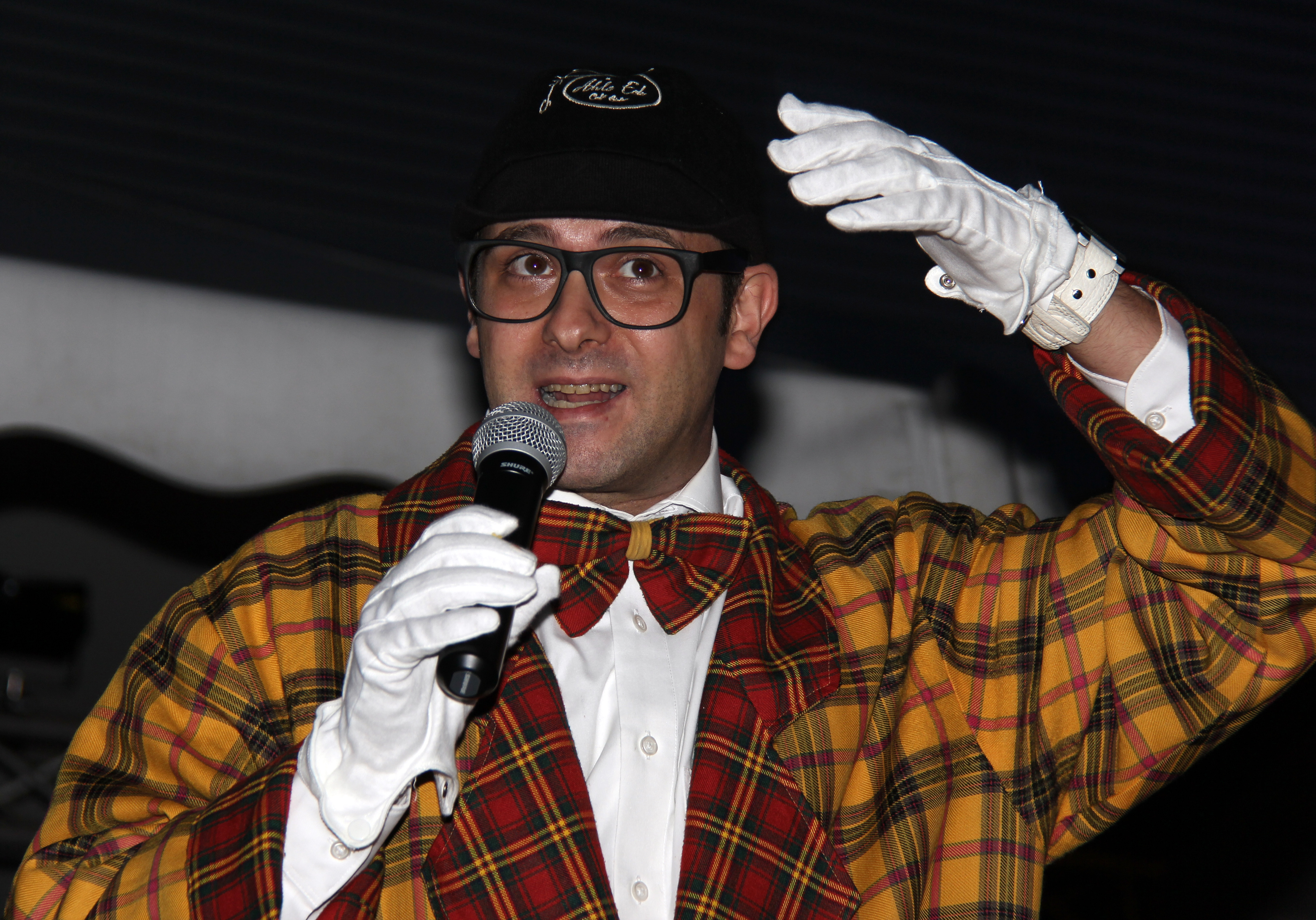
Marc Metzger

## Büttenredner und Vortragskünstler
Die in der Fernsehsendung auftretenden Vortragskünstler sind meist seit vielen Jahren im Rheinischen Karneval aktiv und daher auch bei Veranstaltungen in Düsseldorf oder auch Koblenz zu sehen. Ein Auftritt bei der Festsitzung des Kölner Karnevals im Gürzenich stellt für jeden Künstler eine besondere Ehrung dar.

### Ehemalige
| Redner                               | Rollen                              | Jahre             | Anmerkung |
| ------------------------------------ | ----------------------------------- | ----------------- | --------- |
| Christian Witt                       | Professor Säuerlich                 | nur bis 1955      |           |
| Karl Küpper                          | De Verdötschte                      | 1954–1960         |           |
| Hans Hachenberg                      | Doof Noß                            | 1954–2010         |           |
| Franz Unrein                         | Schütze Bumm und Jupp vum Kegelclub | 1954–2010         |           |
| Gerd Rück                            | Ne Weltenbummler                    | 1958–2008         |           |
| Horst Muys                           | D’r leeve Jung, Eilemann-Trio       | 1962–1970         |           |
| Toni Geller                          | Die blaue Partei                    | 1962–1995         |           |
| Kurt Lauterbach                      | Gesang                              | 1964–1993         |           |
| Peter Raddatz                        | Dä Mann met däm Hötche              | 1965–2013         |           |
| Fritz Schopps                        | Et Rumpelstilzje                    | 1971–2021         |           |
| Eugen Kratz und Karl-Heinz Papenkort | Stump und Stümpchen                 | 1973–1978         |           |
| Christian Gehlen und Josef Lambert   | Zwei Drügge                         | 1973–1982         |           |
| Jupp Menth                           | Ne Kölsche Schutzmann               | 1990–2017         |           |
| Hans Bols                            | Dat Botterblömche                   | 1993–2005         |           |
| Ferdi Huick                          | Der Bergische Landbote              | 1994–2005         |           |
| Fred van Halen und Aki               | Bauchredner                         | 1994–2013         |           |
| Hans Süper                           | Colonia Duett (Süper Duett)         | 1996 (?) bis 2004 |           |

### Aktuelle
| Redner                       | Rollen                | Jahre     | Auftritte beim KiK                                         |
| ---------------------------- | --------------------- | --------- | ---------------------------------------------------------- |
| Bernd Stelter                | freie Rede und Gesang | seit 1986 | jährlich seit 2002                                         |
| Guido Cantz                  | freie Rede            | seit 1991 | fast jährlich seit 2002                                    |
| Willibert Pauels             | Ne bergische Jung     | seit 1995 | letzte Auftritte 2006, 2008, 2009                          |
| Volker Weininger             | Der Sitzungspräsident | seit 2012 | 2013, 2015, 2018, 2019, 2020, 2021, 2022, 2023, 2024, 2025 |
| Dieter Röder                 | Ne Knallkopp          | seit 2005 | 2005, 2009, 2010                                           |
| Klaus Ruprecht               | Klaus und Willi       | seit 2006 | 2006, 2013, 2015, 2017, jährlich 2019–2023                 |
| Marc Metzger                 | Dä Blötschkopp        | seit 2007 | jährlich 2007–2017, 2025                                   |
| Klaus-Jürgen „Knacki“ Deuser | freie Rede            | seit 2011 | 2016                                                       |
| Jürgen Beckers               | Der Hausmann          | seit 2012 | 2008, 2009, 2010, 2012, 2019, 2024                         |
| Martin Schopps               | freie Rede und Gesang | seit 2015 | 2014, 2017, 2018, 2020, 2022, 2023, 2024, 2025             |
| Annette Esser                | Achnes Kasulke        | seit 2009 | 2021, 2023, 2025                                           |

### Bands
| Band                             | Jahre          | Auftritte beim KiK                         |
| -------------------------------- | -------------- | ------------------------------------------ |
| Bläck Fööss                      | seit 1970      | außer 2006 und 2013 jährlich               |
| Höhner                           | seit 1972      | 1982, 1985, 1989, seit 2002 jährlich       |
| Paveier                          | seit 1983      | jährlich 2002–2019, 2021, 2022, 2023, 2025 |
| Die Blömcher (Blom un Blömscher) | seit 1983      | 1983, 2002, 2007, 2011, 2013, 2015         |
| Die Räuber                       | seit 1991      | jährlich 2001–2018, 2020, 2022             |
| Brings                           | seit 1992/2001 | 2001, 2007, 2008, seit 2010 jährlich       |
| Domstürmer                       | seit 2006      | 2013, 2016, 2018, 2020, 2023               |
| Klüngelköpp                      | seit 2009      | 2009, 2010, 2013, 2015–2018, 2020, 2022    |
| Kasalla                          | seit 2011      | 2013–2020, 2022, 2023, 2025                |
| Kuhl un de Gäng                  | seit 2012      | 2015, 2017                                 |
| Cat Ballou                       | seit 2014      | 2014, 2016–2019, 2021, 2023, 2025          |